# Anton Wilhelm Brabandt
Anton Wilhelm Brabandt (auch: Anton Wilhelm Brabant; getauft 8. Februar 1708 in Celle; gestorben 15. Mai 1750 ebenda) war ein deutscher Goldschmied.

## Leben
Anton Wilhelm Brabandt war Sohn des Tobias Brabant und ein Enkel des Celler Münzmeisters und Hofgoldschmiedes Johann Ernst Brabandt.
1742 erhielt Brabandt seinen Meistertitel und erwarb am 6. August 1742 das Bürgerrecht der Stadt Celle.
Am 17. November 1744 heiratete er „die Tochter des Amtsbäckers Wolden.“ Dem Ehepaar wurde am 24. Oktober 1745 eine Tochter geboren.
Brabandt signierte seine Werke mit dem Monogramm AWB, mindestens einmal ist auch die Signatur WB bekannt.

## Bekannte Werke
Nachgewiesen wurde bis 1987:
- 1741 datiert: Oblatendose in der Kirche in Schneverdingen;[1] die Datum wurde zeitweilig fälschlicherweise „1717“ gelesen[2]
- eine Wöchnerinen-Schale,[1] „Deckel mit drei Füßen“, bezeichnet „WB“. Das Stück findet sich im Museum für Kunst und Gewerbe in Hamburg[2]